# Jean-Louis Raduit de Souches

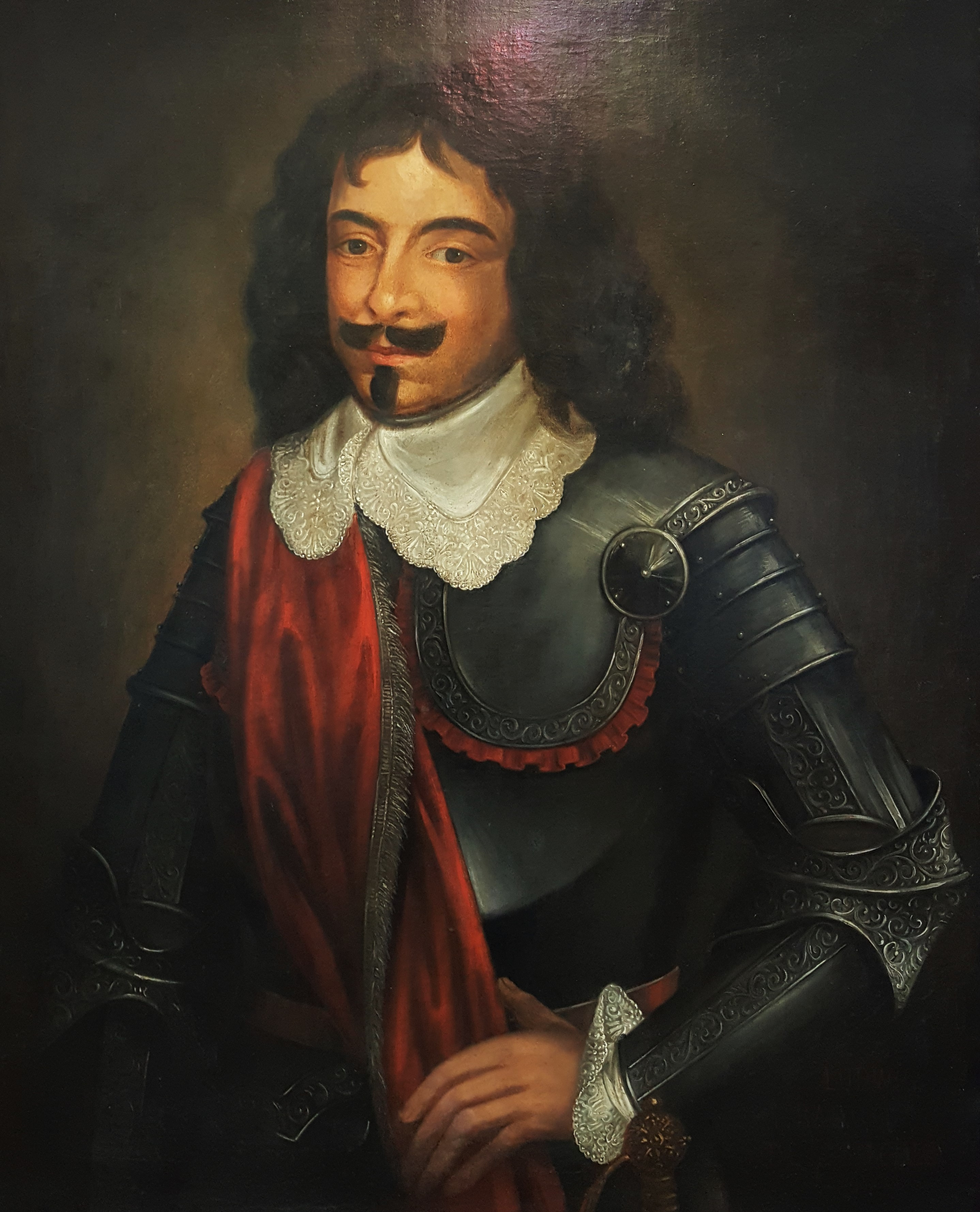
Jean-Louis Raduit de Souches

Graf Jean-Louis Raduit de Souches (* 16. August 1608 in La Rochelle (heute Département Charente-Maritime, Frankreich); † 12. August 1682 in Jevišovice, Mähren) war ein kaiserlicher Feldherr.

## Leben
Als Sohn von Jean Raduit Herr von Bares aus einer protestantischen Adelsfamilie und dessen Gattin Margaretha von Bourdigalle in La Rochelle geboren, verließ er Frankreich nach dem Hugenottenkrieg 1629 und trat in schwedische Kriegsdienste. 1635 wurde er zum Hauptmann und 1639 zum Obristen befördert.
Wegen der Gegnerschaft zum schwedischen General Torsten Stålhandske reiste er wieder nach Frankreich ab.

### Kaiserlicher Kriegsdienst in Mähren
1642 trat er nach Fürsprache von Erzherzog Leopold Wilhelm in das kaiserliche Heer ein und erhielt ein Dragonerregiment in Schlesien, das im nächsten Jahr an dem weitestgehend erfolglosen Zug General Krockows nach Pommern teilnahm. In den letzten Jahren des Dreißigjährigen Kriegs zeichnete sich Souches vor allem in Mähren aus. Während der Belagerung von Olmütz unter Befehl von Ladislaw Burian von Waldstein erwarb er sich erste Anerkennung. Er führte 600 Soldaten mit Hilfe des Franziskanermönchs Michael Pommer durch geheime Gänge in die Domdekanei in der Stadt. Als man die Truppen durch Zufall entdeckte, konnte er sie unter heftigen schwedischen Angriffen wieder zurückziehen.
Am 14. März 1645 wurde er zum Kommandanten von Brünn ernannt. Die erfolgreiche Verteidigung dieser Stadt (4. Mai bis 23. August) gegen ein überlegenes schwedisches Heer unter General Torstensson, das Mitte Juli 1645 durch ein Reiterkorps des Fürsten Rákoczi verstärkt worden war, brachte Souches höchste Auszeichnung. Im April 1646 gelang ihm die Rückeroberung der Schlösser von Nikolsburg und Mailberg. Für seine Leistungen erfuhr Souches zum 27. Oktober 1645 die Rangerhöhung zum Generalfeldwachtmeister und am 2. Mai 1646 die Erhebung zum Freiherren.
Kaiser Ferdinand III. ernannte ihn im Oktober 1645 zum Kommandierenden General in Mähren und bewilligte ihm 30.000 Golddukaten, mit denen sich Souches 1649 das Gut Jevišovce und ein Wohnhaus in Brünn erwarb. Zuvor hatte er sich in den Jahren 1646–1648 bei der Wiedergewinnung der von den Schweden besetzten Orte in Niederösterreich und Mähren ausgezeichnet (siehe dazu Belagerung von Korneuburg (1646)). Als gebürtiger Franzose blieb er dem oberen kaiserlichen Führungskommando jedoch suspekt und wurde misstrauisch beobachtet. Am 8. September 1648 wurde er zum Feldmarschallleutnant ernannt.
Nach dem Großen Krieg wurde er zum Kommandanten an der Militärgrenze ernannt und verstärkte die Festung Leopoldov.

### Kämpfe gegen die Schweden und Fürst Rakoczy
In den Jahren von 1657 bis 1659 kämpfte er im Zweiten Nordischen Krieg und nahm an den Feldzügen gegen die Schweden in Polen teil.
Er befehligte 1657 unter Raimund von Montecuccoli zunächst die kaiserliche Reiterei und war an der Eroberung von Krakau beteiligt. Bald übernahm er selbst den Oberbefehl und beteiligte sich ab Juli 1658 unter dem polnischen Hetman Lubomirski an der Belagerung von Thorn. Am 12. Januar 1658 wurde er zum Feldzeugmeister und Oberbefehlshaber der kaiserlichen Artillerie ernannt. 1659 führte er ein kaiserliches Korps von 14.000 Mann nach Pommern, besetzte Greifenhagen und belagerte Stettin, wo er am 16. November den Angriff abbrechen musste.
1660 übernahm er das Oberkommando zur Unterdrückung eines Aufstandes unter Fürst Georg II. Rákóczi. Ende August 1660 konnte er die Kapitulation der Garnison von Grosswardein vor den Türken nicht verhindern. Im Jahre 1661 wurde er als Nachfolger des verstorbenen Oberst Ogilvy zum Kommandanten der Festung Spielberg in Brünn ernannt und am 5. März 1663 in den Grafenstand erhoben.

### Im Türkenkrieg
Im Türkenkrieg 1663/1664 befehligte er die habsburgische Nordarmee in Oberungarn. Er wurde am 20. Januar 1664 zum Feldmarschall ernannt und bekam den Oberbefehl über ein starkes Korps, mit welchem er sich im März vor Weinitz mit ungarischen Hilfstruppen unter Stephan Kohary und Mihai Bercsényi verstärkte und am 17. April 1664 die türkische Garnison der Festung Neutra zur Kapitulation zwang. Am 8. Mai standen seine Truppen vor der Festung Levencz, wo er am 19. Juli 1664 ein osmanisches Entsatzheer unter Kücük Mehmed Pascha vernichtend schlagen konnte. Dieser taktische Sieg stärkte die Position des kaiserlichen Hauptheeres unter Montecuccoli, der Anfang August in der Schlacht bei Mogersdorf (St. Gotthard) einen großen Sieg errang, der die Türken am 10. August zum Frieden von Vasvár zwang.

### Kommando am Rhein und Abberufung

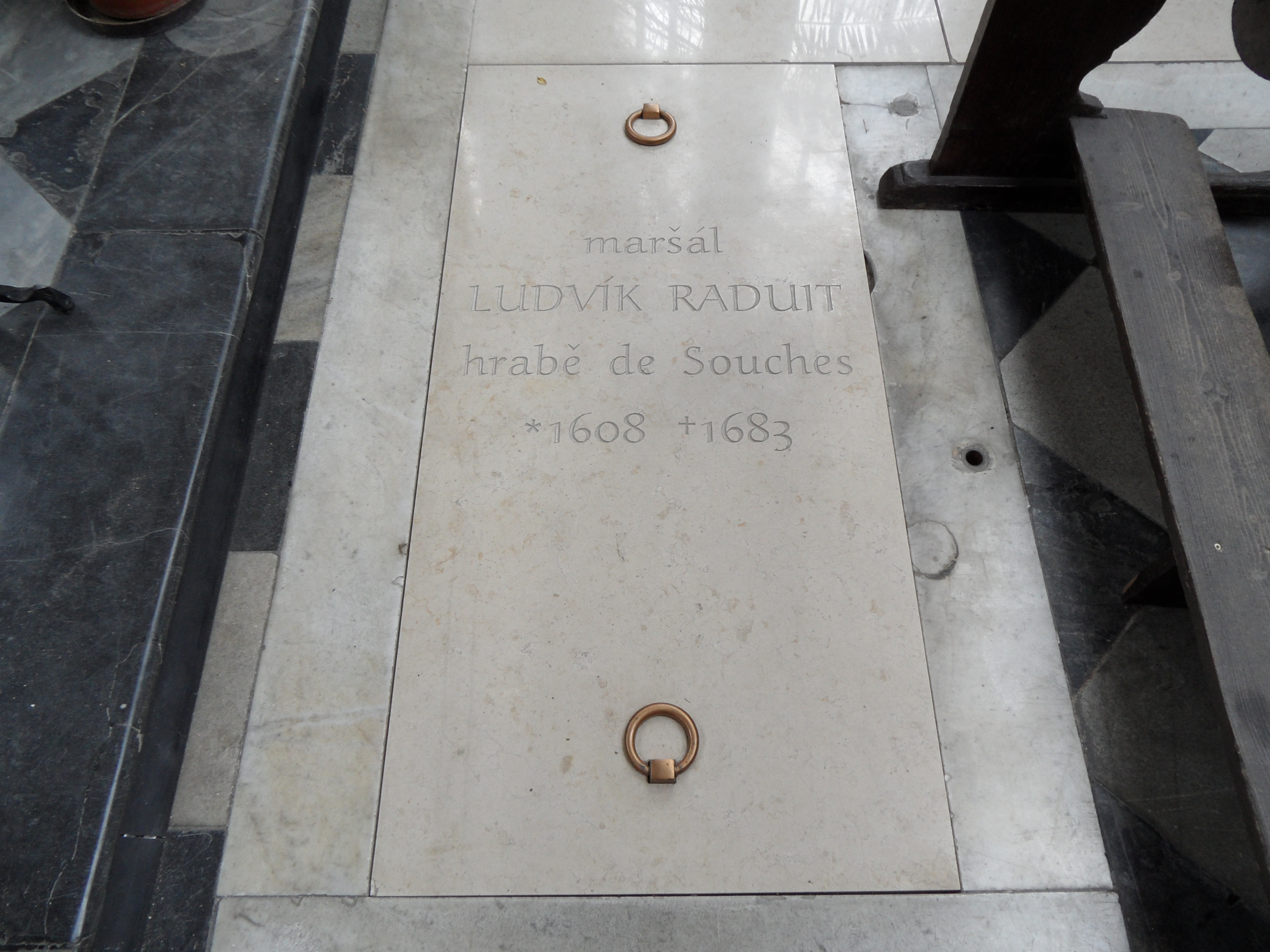
Grabstätte hinter dem Hochaltar der Jakobskirche in Brünn

De Souches wurde zum kaiserlichen Kammerherr ernannt und in den Hofkriegsrat berufen. Zudem wurde er später Kommandanten von Komorn, Kommandant an der Slawonische Militärgrenze und zeitweilig Stadtkommandant von Wien.
Im Jahr 1673 zog er unter Feldmarschall Montecuccoli gegen die Franzosen an den Rhein und in den Niederlanden. Namentlich in der Schlacht bei Seneffe (11. August 1674) schadete er den Unternehmungen des Prinzen von Oranien durch sein verdächtiges, aus seinem Starrsinn und seiner Unbotmäßigkeit erklärliches Zaudern, so dass er abberufen wurde. Souches starb 1682 auf seinem mährischen Landgut Jevišovce und wurde hinter dem Hochaltar der Jakobskirche in Brünn beigesetzt. Die männliche Linie seines Geschlechtes ist 1736 erloschen.

## Familie
Aus seiner 1. Ehe mit Anna Elisabeth von Hofkirchen hatte er vier Kinder:
- Johann Ludwig Raduit de Souches ⚭ Eva Eleonora Nothaft von Wernberg
- Karl Ludwig Raduit de Souches († 1691) ⚭ Maria Anna von Puchheim[6]
- Anna Dorothea Caterina Raduit de Souches († 12. Februar 1727) ⚭ Graf Karl Maximilian von Thurn und Valsassina (* 15. Oktober 1643; † 7. Juli 1716)
- Eleonora Raduit de Souches ⚭ Karl Joseph Ignaz von Puchheim

Aus seiner 2. Ehe mit Anna Maria Salome von Lynden und Reckheim entstammte der Sohn
- Ferdinand Ludwig Raduit de Souches